# Фісгармонія

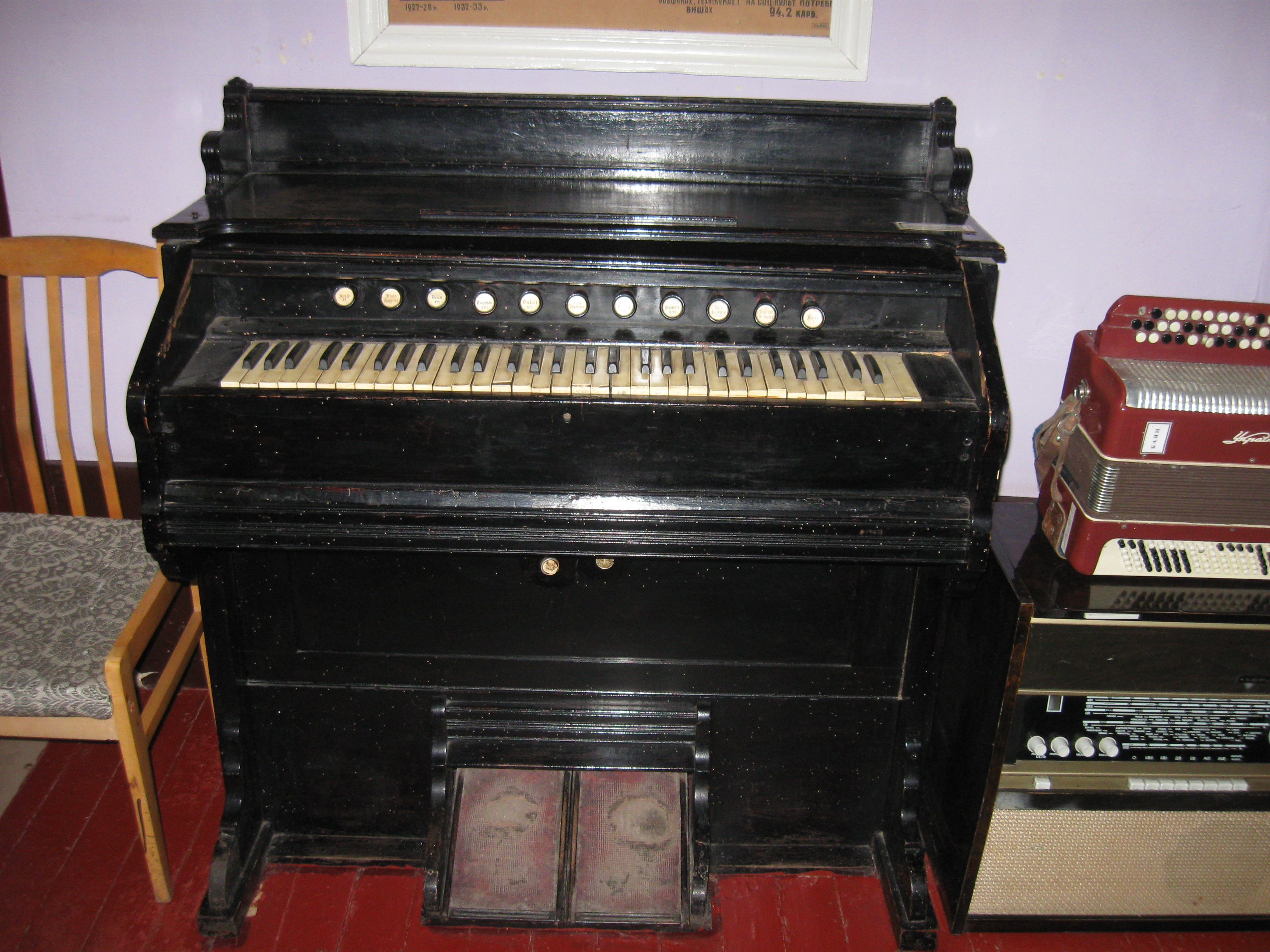
Фісгармонія у краєзнавчому музеї Конотопа

Фісгармонія (грец. φῦσαι — ковальський міх, άρμονία — гармонія) — язичковий пневматичний клавішний музичний інструмент, звуки видобуваються коливаннями металевих язичків під дією струменю повітря, яке накачується двома ножними педалями. Зовнішньо вона виглядає як піаніно, але звучання фісгармонії нагадує орган.

## Історія

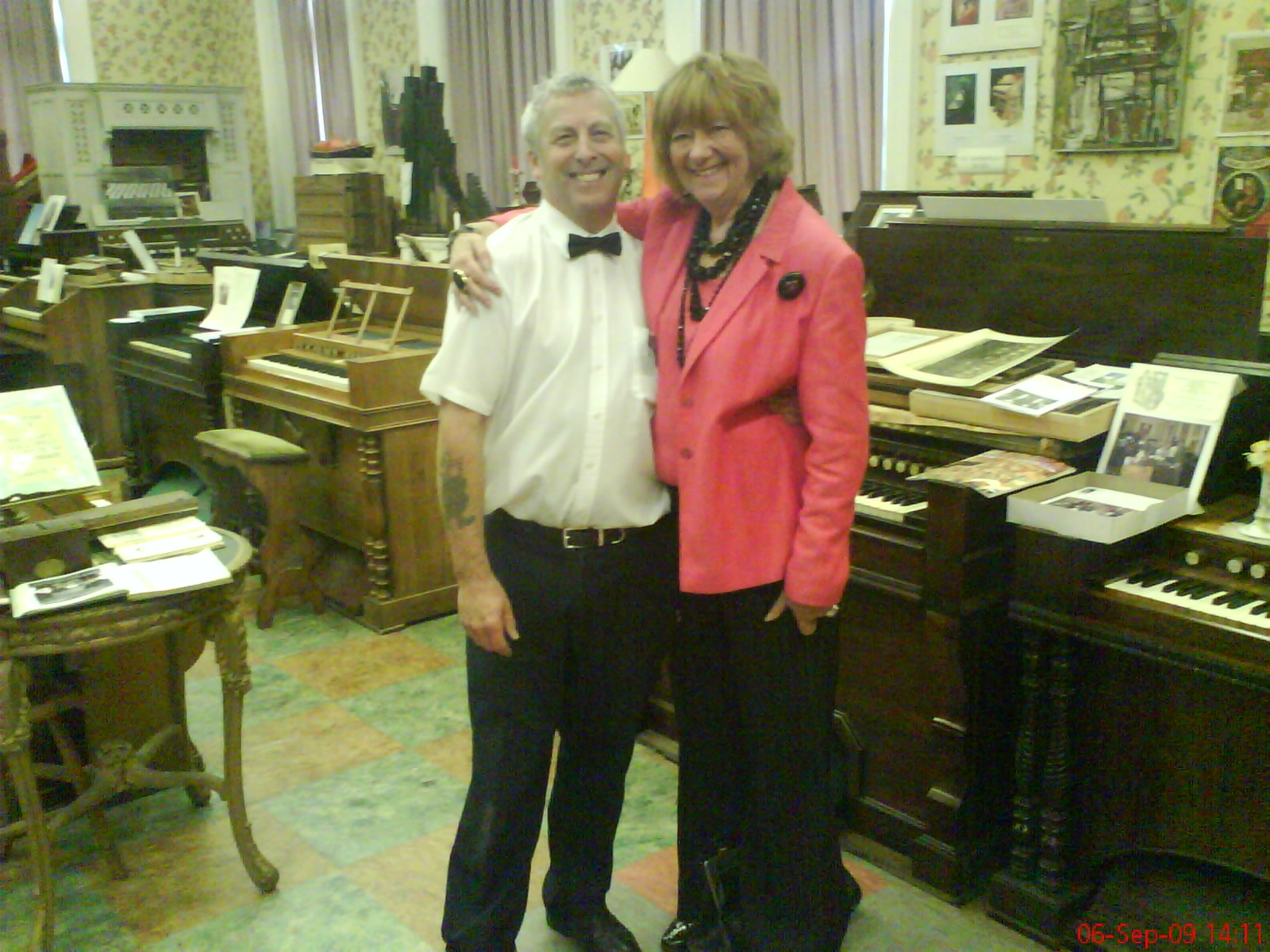
Пем та Філ Флюк (Музей язичкових органів та фісгармоній, палац Вікторії, Солтейр, Англія)

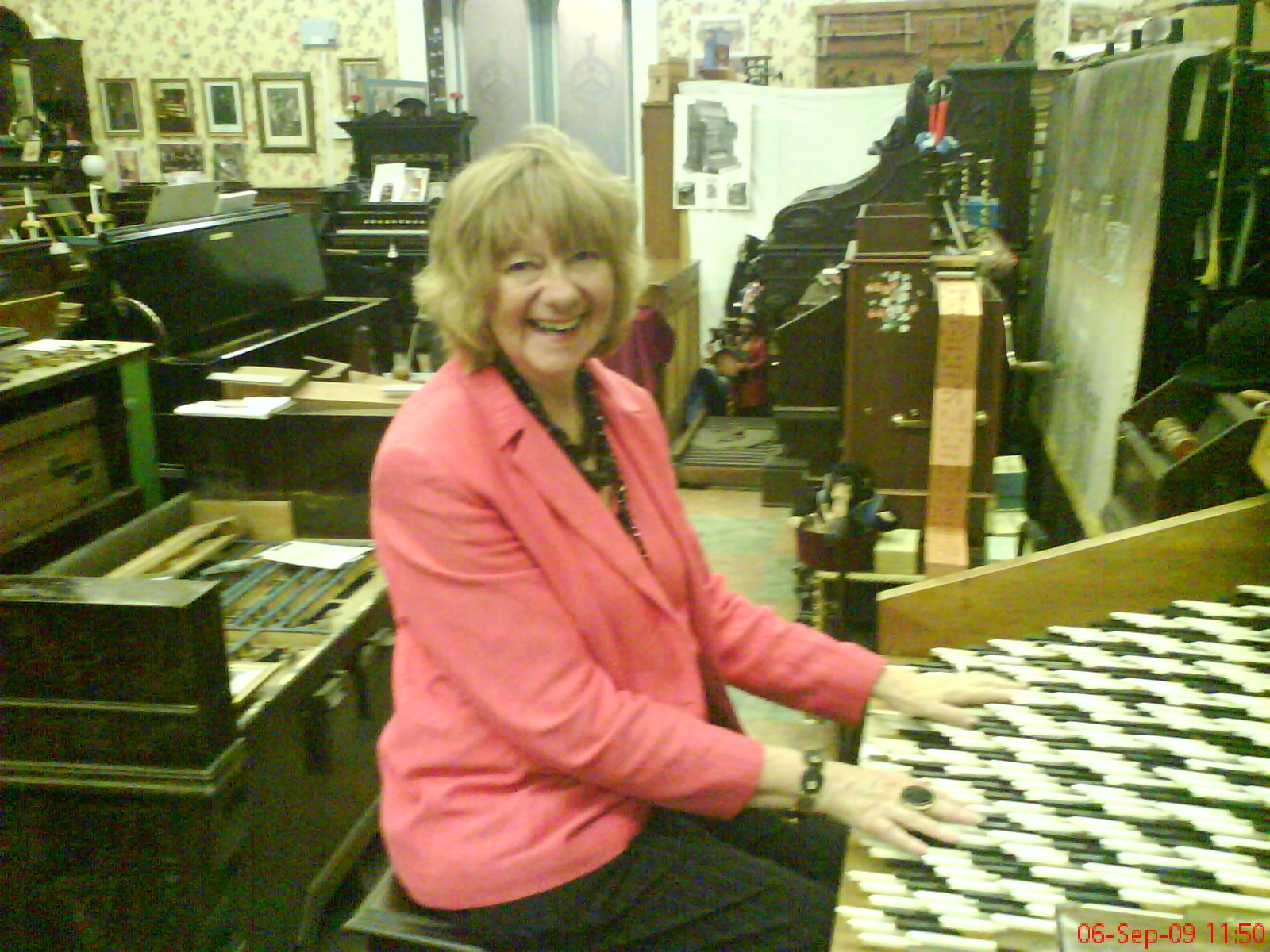
Courtesy of the Science Museum, London. Пем Флюк (Солтейр, Англія) біля клавіатури Енгармонічної фісгармонії Р. Х. М. Бозанкета, що належить [https://sites.google.com/site/commator/lsm лондонському Науковому музею

Вперше цей спосіб звуковидобування (за зразком китайської губної гармоніки) застосував органний майстер Ф. Кіршнік, що працював у Петербурзі в 1784 на інструменті власного виготовлення. У 1790 учень Кіршніка — Ракніц (Раквіц) застосував проскакуючі язички в оркестріоні Г. Фоллера. Слідом за ним подібні інструменти, які використовували повітронагнітальні пристрої, створили Н. Мельцель у Відні 1804, Л. Зауер в Празі 1805. Творцем фісгармонії вважають Г. Греньє, що створив у 1810 р. «Орган з виразом», в якому застосований набір планок з металевими голівками. Його удосконалили І. Бушман в Берліні 1816 і А. Хекла у Відні 1818. Останньому й належить назва Фісгармонія. 1848 року А. Дебен виготовив фісгармонію у формі піаніно, форма якої збереглася і донині.
Фісгармонія має 1–2 мануали, 6–20 регістрів. Клавіатура поділяється на ліву і праву, тобто усередині знаходяться 2 самостійно діючий пристрій планок, які мають свої регістри. Протягом XIX ст. в конструкцію фісгармонії були введені різні удосконалення. У XIX ст. отримує поширення в Америці. Хоча у виконавців США використовувався протилежний принцип — повітровсмоктуюча система.
В Англії подружжя Пем та Філ Флюк (Музей язичкових органів та фісгармоній) багато років колекціонують язичкові музичні інструменти; вони відновили унікальний екземпляр, що підтримує стрій 53-х рівних ділень октави у 2006 році, або більш ніж через 130 років від початку його існування. .
У кінці XIX–XX ст. Фісгармонія отримала широке поширення в побуті: оригінальної літератури для інструмента не було створено і на ньому виконувалися перекладення, транскрипції. Популярність фісгармонії почала спадати.
Фісгармонія мала поширення також серед окремих народних меншин в Європі — наприклад, серед німецьких поселенців на території Російської імперії. Фісгармонію можна було побачити в більшості осель німецьких поселень, які пізніше були затоплені Клебан-Бикським водосховищем в Донецькій області майже до 1938 р..
У XIX — I пол. XX ст. фісгармонії були поширеним інструментом в церквах, католицьких костелах Галичини, Закарпаття, Буковини, а також у лютеранських церквах (нині м. Луцьк НЕЛЦУ Христа Спасителя), у домах заможних галичан. Якщо громада не могла придбати орган, то вона принаймні намагалась завести фісгармонію. Ще і дотепер у багатьох костелах Галичини можна побачити фісгармонії. Найбільше відомою фабрикою, яка виготовляла фісгармонії була Фабрика органів костьольних і гармоній Яна Слівінського у Львові, яка діяла з 1876 по 1903 рік і містилась у власному будинку на вулиці Коперника, 16 у Львові.
Багато їх було на Сході, де були німецькі поселення.

### Фісгармонія в Індії
В Індії традиційну музику навряд чи можна собі уявити без фісгармонії. До Індії її принесли англійські місіонери, спочатку вона була замінником органу. Звідси і назва — місіонерський орган. У принципі, це місіонерський акордеон половини органу, сильфони управляється однією рукою, а вільною рукою грають мелодії. Легкість гри, не тільки зробили її популярним інструментом в народній і духовній музиці Індії, але й як акомпануючий інструмент в Індії Північній.